# Karl von Fasbender
Karl Ritter von Fasbender (3 de diciembre de 1852 - 13 de mayo de 1933) fue un General der Infanterie bávaro quien sirvió como comandante de cuerpo a lo largo de la I Guerra Mundial y brevemente como comandante de ejército al final de la guerra.

## Servicio militar
Aunque era nativo de la Provincia de Hesse-Nassau prusiana, Fasbender se unió al Ejército bávaro en 1872. Alcanzó un comandamiento divisional en el periodo de preguerra, antes de retirarse en 1912. También sirvió como Jefe del Estado Mayor Bávaro en 1907 y 1908.
Rellamado de su retiro al estallar la guerra, tomó el mando del recién formado I Cuerpo Real Bávaro de Reserva como parte del mayoritariamente bávaro 6.º Ejército. Comandó este Cuerpo por casi la totalidad de la duración de la guerra. En los días finales de la guerra fue seleccionado como comandante del 19.º Ejército.
Fasbender recibió la Pour le Mérite (la más alta orden al mérito del Reino de Prusia) el 13 de septiembre de 1916. También le fueron concedidas las tres clases de la Orden Militar de Max Joseph (en alemán: Militär-Max-Joseph-Orden), la más alta condecoración puramente militar del Reino de Baviera: Cruz de Caballero (en alemán: Ritterkreuz) el 5 de octubre de 1914, Cruz de Comandante (en alemán: Kommandeurkreuz) el 4 de enero de 1917 y la Gran Cruz (en alemán: Großkreuz) el 23 de abril de 1917.
Karl von Fasbender murió el 13 de mayo de 1933 en Múnich, Alemania.